# Mignon
Mignon (fr. mignon – milutki, ulubieniec) – faworyt, kochanek. 
Od późnego średniowiecza określenie to oznaczało osobistego przyjaciela króla, który nie musiał zawsze przestrzegać w stosunku do niego kurtuazji, np. mógł ubierać się tak samo okazale jak król.
Jan III Sobieski zwrotem Minionek (Mignon) określał pieszczotliwie swojego syna Aleksandra Benedykta Sobieskiego.